# Saint-Just-près-Brioude
Saint-Just-près-Brioude település Franciaországban, Haute-Loire megyében. Lakosainak száma 397 fő (2022. január 1.). Saint-Just-près-Brioude Lubilhac, Mercœur, Saint-Beauzire, Saint-Laurent-Chabreuges, Vieille-Brioude és Villeneuve-d'Allier községekkel határos.

## Népesség
A település népessége az elmúlt években az alábbi módon változott:
| Lakosok száma | 586  | 465  | 394  | 394  | 432  | 426  | 426  | 411  | 404  | 397  |
|               | 1968 | 1982 | 1990 | 2006 | 2013 | 2015 | 2017 | 2019 | 2020 | 2022 |